# Dalbergplatz
La Dalbergplatz est une place du faubourg de Höchst (Francfort-sur-le-Main), en Allemagne. Elle se situe au croisement de la Königsteiner Straße, de la Hostatostraße, de la Dalbergstraße et de la Kasinostraße.
Une plaque commémorative est apposée dans la place en mémoire de la Maison de Dalberg.